# Remanea plumosa
Remanea plumosa är en kräftdjursart som beskrevs av Pennak 1942. Remanea plumosa ingår i släktet Remanea och familjen Paramesochridae. Inga underarter finns listade i Catalogue of Life.